# Tørkage
Tørkager er konditorkager af størrelse til én person ligesom flødekager, men uden flødeskum.
Småkager er også portionsopdelte, men vi tænker ikke på dem som konditorkager sådan som tørkager og flødekager. De øvrige kagegrupper, lagkager, skærekager og tærter, er derimod til deling mellem flere.
De fleste tørkager er af mørdej med fyld af kagecreme eller remonce, men blot ikke flødeskum.
Eksempler på tørkager er linser, napoleonshatte, mazarin, hindbærsnitter, kransekage og makronsnitter.